# Timidez (botânica)

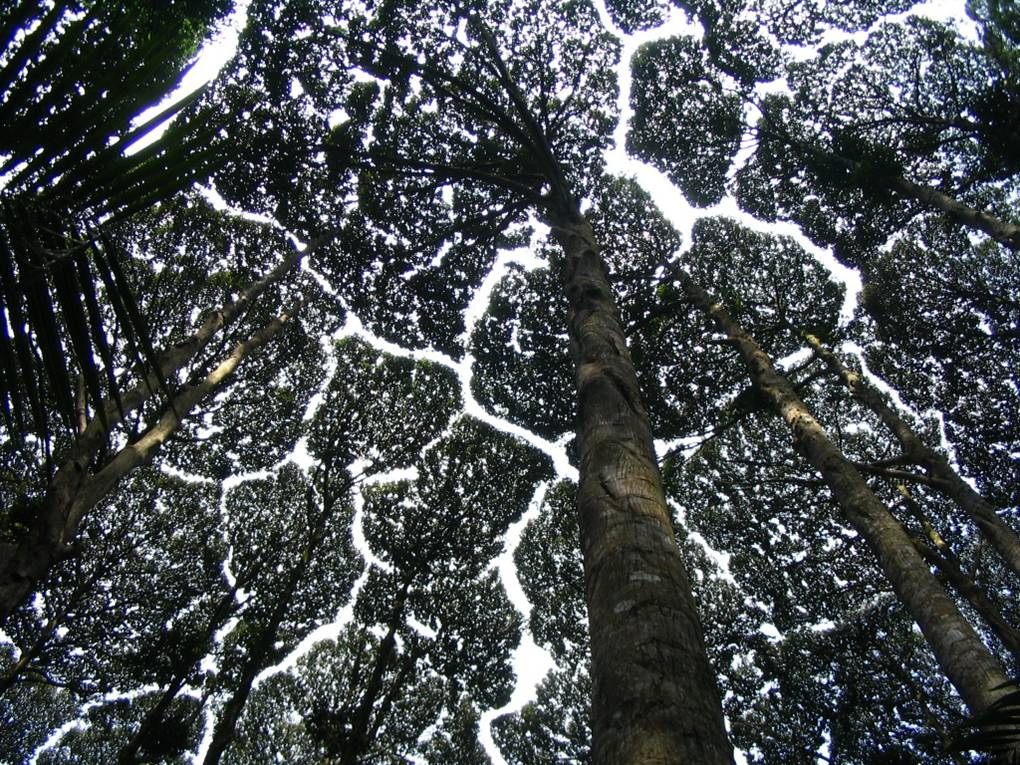
Dossel de D. aromatica no Forest Research Institute Malaysia exibindo timidez da coroa

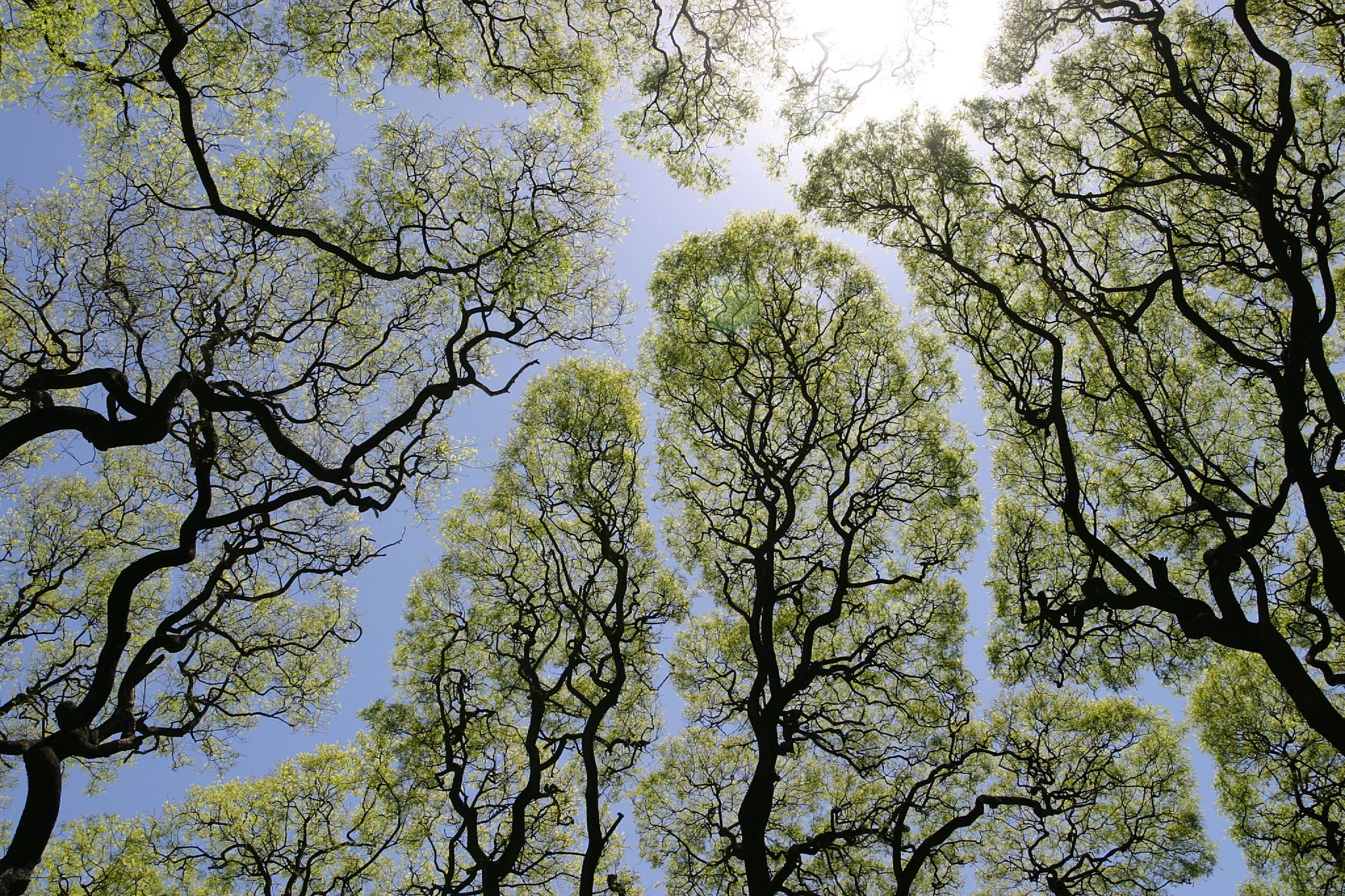
Árvores na Plaza San Martín (Buenos Aires), Argentina

A timidez da copa (também desprendimento da copa, ou espaçamento entre copas) é um fenômeno observado em algumas espécies arbóreas, em que as copas das árvores totalmente estocadas não se tocam, formando um dossel com aberturas tipo canal. O fenômeno é mais prevalente entre árvores da mesma espécie, mas também ocorre entre árvores de espécies diferentes. Existem muitas hipóteses sobre por que a timidez da coroa é um comportamento adaptativo, e pesquisas sugerem que isso pode inibir a propagação de larvas de insetos comedores de folhas.

## Possíveis explicações fisiológicas
A base fisiológica exata da timidez da coroa não é certa. O fenômeno vem sendo discutido na literatura científica desde a década de 1920. A variedade de hipóteses e resultados experimentais podem sugerir que existem múltiplos mecanismos em diferentes espécies, um exemplo de evolução convergente.
Algumas hipóteses afirmam que a interdigitação dos ramos da copa leva à “poda recíproca” das árvores adjacentes. Árvores em áreas ventosas sofrem danos físicos ao colidirem umas com as outras durante os ventos. Como resultado de abrasões e colisões, há uma resposta induzida de timidez da coroa. Estudos sugerem que o crescimento do ramo lateral não é influenciado pelos vizinhos até ser perturbado por abrasão mecânica. Se as coroas são impedidas artificialmente de colidir com os ventos, elas gradualmente preenchem as lacunas do dossel. Isso explica os casos de timidez da coroa entre ramos do mesmo organismo. Os defensores dessa ideia citam que a timidez é particularmente vista em condições propícias a essa poda, incluindo florestas ventosas, povoamentos de árvores flexíveis e florestas de sucessão inicial onde os galhos são flexíveis e limitados em movimento lateral. Por essa explicação, a flexibilidade variável nos ramos laterais tem grande influência no grau de timidez da copa.
Da mesma forma, algumas pesquisas sugerem que a abrasão constante nos nódulos de crescimento interrompe o tecido do broto, de modo que é incapaz de continuar com o crescimento lateral. O silvicultor australiano MR Jacobs, que estudou os padrões de timidez da copa em eucalipto em 1955, acreditava que as pontas de crescimento das árvores eram sensíveis à abrasão, resultando em lacunas no dossel. Miguel Franco (1986) observou que os ramos de Picea sitchensis (abeto Sitka) e Larix kaempferi (larício japonês) sofreram danos físicos devido à abrasão, que matou os brotos principais.
Uma hipótese proeminente é que a timidez do dossel tem a ver com a percepção mútua de luz por plantas adjacentes. A resposta de evitação de sombra mediada por fotorreceptores é um comportamento bem documentado em uma variedade de espécies de plantas. Acredita-se que a detecção de vizinhos seja uma função de vários fotorreceptores exclusivos. As plantas são capazes de sentir a proximidade dos vizinhos ao detectar a luz vermelha distante retrodifundida, uma tarefa que se acredita ser realizada pela atividade dos fotorreceptores de fitocromo. Muitas espécies de plantas respondem a um aumento na luz vermelha distante (e, por extensão, invadindo vizinhos) direcionando o crescimento para longe do estímulo vermelho distante e aumentando a taxa de alongamento. Da mesma forma, a luz azul é usada pelas plantas para induzir a resposta de evitação de sombra, provavelmente desempenhando um papel no reconhecimento de plantas vizinhas, embora essa modalidade estivesse apenas começando a ser caracterizada a Desde 1998 .
A caracterização desses comportamentos pode sugerir que a timidez da coroa é simplesmente o resultado do sombreamento mútuo baseado em respostas de evitação de sombra bem compreendidas. O estudioso malaio Francis SP Ng, que estudou Dryobalanops aromatica, sugeriu que as pontas de crescimento eram sensíveis aos níveis de luz e paravam de crescer ao se aproximar da folhagem adjacente devido à sombra induzida.
Um estudo de 2015 sugeriu que Arabidopsis thaliana mostra diferentes estratégias de colocação de folhas quando cultivadas entre parentes e coespecíficos não relacionados, sombreando vizinhos diferentes e evitando parentes. Essa resposta mostrou-se condicionada ao bom funcionamento de múltiplas modalidades fotossensoriais. Um estudo de 1998 propôs sistemas semelhantes de inibição do crescimento mediada por fotorreceptores como explicações para a timidez da coroa, embora uma ligação causal entre fotorreceptores e assimetria da coroa ainda não tenha sido comprovada experimentalmente. Isso pode explicar casos de espaçamento entre coroas que são exibidos apenas entre coespecíficos.

## Espécies
As árvores que exibem padrões de timidez da coroa incluem:
- Espécies de Dryobalanops, incluindo Dryobalanops lanceolata[23] e Dryobalanops aromatica (kapur)
- Algumas espécies de eucalipto[24]
- Pinus contorta ou pinheiro lodgepole[1]
- Avicennia germinans ou mangue negro[3]
- Schefflera pittieri[6][25][12]
- Clusia alata[6][12]
- K. Paijmans observou timidez da coroa em um grupo de árvores de várias espécies, compreendendo Celtis spinosa e Pterocymbium beccarii[7]